# Замыцкий-Чешиха, Василий Иванович
Василий Иванович Замыцкий-Чешиха — воевода на службе у удельного князя можайского Ивана Андреевича.
Старший из четырёх сыновей Ивана Владимировича Замыцкого. Потомок в IX колене от Ратши. Имел прозвище Чешиха которое передалось некоторым из потомков
В междоусобной войне за власть в Московском княжестве, которая велась между Василием Тёмным и Дмитрием Шемякой был сторонником Шемяки. При взятии Москвы сторонниками Василия Тёмного в 1446 году был пленён.